# 무룽 공항
무룽 공항(몽골어:  Мөрөн нисэх буудал, IATA: MXV, ICAO: ZMMN)은 몽골 후브스굴 주 무룽에 있는 공항으로 훈누 에어 등을 통해 울란바토르로 가는 항공편을 이용할 수 있다.

## 운항 노선

### 국내선
| 항공사          | 목적지     |
| --------------- | ---------- |
| 에어로 몽골리아 | 울란바토르 |
| 훈누 에어       | 울란바토르 |
| 이즈니스 항공   | 울란바토르 |